# Frank Shu
Frank Hsia-San Shu (en chinois : 徐遐生 ; né le 2 juin 1943 et mort le 23 avril 2023), est un astrophysicien, astronome et auteur sino-américain. Professeur d'université émérite à l'université de Californie à Berkeley et à l'université de Californie à San Diego, il est surtout connu pour avoir proposé la théorie des ondes de densité pour expliquer la structure des galaxies spirales et pour avoir décrit un modèle de formation d'étoiles, où un nuage moléculaire dense géant s'effondre pour former une étoile.

## Jeunesse et éducation
La région d'origine de Shu est Wenzhou, Zhejiang, mais il est né à Kunming, Yunnan, en 1943. Son père, Shu Shien-Siu (en) est mathématicien et instructeur à l'Université nationale Tsing Hua, qui, à cette époque en raison de la Seconde Guerre mondiale, est temporairement transférée à Kunming depuis Pékin. Son père est président de l'Université nationale Tsing Hua de 1970 à 1975. Lorsque Shu a 2 mois, son père part aux États-Unis pour étudier et, plus tard, travailler. Shu et sa famille vont à Taïwan via Hong Kong quand il a 5 ans, y restent un an, puis voyagent en bateau à vapeur vers les États-Unis pour retrouver son père, qui travaille à l'Institut de technologie de l'Illinois, Chicago.
Shu obtient son baccalauréat en physique en 1963 au Massachusetts Institute of Technology (MIT) où il travaille un été pour Chia-Chiao Lin sur la structure des galaxies spirales, et cette expérience l'amène à s'intéresser à l'astrophysique. Plus tard, il continue à travailler avec Lin pour son projet de doctorat, car Max Krook, son directeur de doctorat officiel à l'Université Harvard, lui donne la liberté dans sa recherche de doctorat. Il obtient son doctorat à Harvard en 1968.
Au cours de ses études de doctorat, il s'appuie sur ses travaux de premier cycle et, avec Lin, propose la théorie des ondes de densité et publie plusieurs articles expliquant la structure des galaxies spirales,.

## Carrière
Après son doctorat, Shu rejoint l'Université de Stony Brook en tant que professeur adjoint et est promu professeur associé en 1971. Il part à l'Université de Californie à Berkeley en 1973 et devient professeur titulaire en 1976. Il effectue un bref séjour à l'Institute for Advanced Study en 1982. Entre 1984 et 1988, il est président ou chef du département d'astronomie.
De 1994 à 1996, Shu est également président de l'Union américaine d'astronomie (AAS).
Shu est nommé professeur d'université du système de l'Université de Californie (UC) en 1998, un honneur qui à l'époque n'est décerné qu'à 19 membres du corps professoral du système UC.
En 2002, Shu suit les traces de son père et se rend à Taïwan pour occuper le poste de président de l'Université nationale Tsing Hua, retournant aux États-Unis et rejoignant l'Université de Californie à San Diego en tant que professeur émérite en 2006.
Shu prend officiellement sa retraite en 2009, devenant professeur d'université émérite du système UC et chercheur émérite à l'Institut d'astronomie et d'astrophysique Academia Sinica (jusqu'en 2015).
Actuellement, Shu est également chercheur principal émérite au Hong Kong Institute for Advanced Study de l'Université municipale de Hong Kong.
Shu a écrit 3 manuels : Physical Universe: An Introduction to Astronomy, The Physics of Astrophysics Vol. I: Radiation  et The Physics of Astrophysics Vol. II : Gas Dynamics.

## Recherches
Shu est surtout connu pour ses travaux sur les galaxies spirales et la formation d'étoiles. Avec son directeur de thèse Chia-Chiao Lin, il propose la théorie des ondes de densité pour expliquer la structure des galaxies spirales,. En 1977, il publie un modèle, connu sous le nom de modèle d'effondrement "inside-out" ou modèle de " sphère isotherme singulière" de formation d'étoiles, dans lequel une étoile se forme lorsqu'un nuage moléculaire dense géant s'effondre .
L'astéroïde de la ceinture principale (18238) Frankshu porte le nom de Shu.